# Медина, Хосе Мария
Хосе́ Мари́я Меди́на Касте́хон (исп. José María Medina Castejón, 19 марта 1826, Сенсенти, Окотепеке — 23 января 1878, Санта-Роса-де-Копан) — гондурасский военный и политический деятель, несколько раз занимавший пост президента Гондураса. Первый президент Республики Гондурас после распада конфедерации Гондураса, Сальвадора, Гватемалы и Никарагуа.
Родился в 1826 году в пуэбло Сенсенти. Мать — Антония Медина. Окончил начальную школу, в 1844 году в возрасте 18 лет поступил в армию Гондураса, участвовал в военных действиях против никарагуанских войск Уильяма Уокера.
В 1862 году Гондурас входил в конфедерацию центральноамериканских стран, в которой шла полномасштабная гражданская война. 10 июня 1862 года президент Гватемалы Хосе Рафаэль Каррера Турсиос отдал приказ своему военачальнику и будущему президенту Гватемалы, Висенте Серне Сандовалю, захватить часть территории Гондураса с городом Комаягуа. Медина был командантом небольшого укрепления Омоа на севере Гондураса, около границы с Гватемалой. В этом качестве он сдал крепость гватемальским войскам и перешёл в Гватемалу, за что был произведён Каррерой в звание подполковника.
В 1863 году Флоресио Шатрук Вильягра организовал восстание на территории Гондураса против президента Хосе Франсиско Монтеса Фонсеки. В ходе восстания гватемальские войска Карреры вошли на территорию Гондураса и 20 мюня 1863 года в Санта-Роса-де-Копан провозгласили Медину президентом. Войска Медины подошли к Комаягуа, столице Гондураса, и Монтес Фонсека вынужден был сдаться. 31 декабря 1864 года Медине наследовал Франсиско Инестроса, так как Медина собирался участвовать в президентских выборах. В начале 1864 года Медина выиграл выборы, для чего назвал Хатруча своим вице-президентом, и вступил в должность 15 февраля 1864 года (наследовав Инестрозе) уже как избранный президент. Однако уже в том же году у него возникли разногласия с Хатручем, в результате чего Медина сместил его с поста вице-президента, и Хатруч бежал в Сальвадор.
7 декабря 1864 года в департаменте Оланчо вспыхнуло восстание, возглавляемое полковниками Барахоной, Савалой и Антунесом. Восстание быстро разрослось, и в 1865 году восставшие направились в сторону Тегусигальпы. Всё это время Медина находился в департаменте Йоро и отказался покинуть его, пока его не заверили, что опасность миновала. 25 декабря 1864 года он издал приказ, в котором призывал убивать пленных восставших. К тому времени в конституции Гондураса уже была отменена смертная казнь, и гражданские лица не могли быть отданы под военный суд. Таким образом, буквальное исполнение приказа могло привести к уничтожению всего гражданского населения Оланчо. В результате около 200 человек были расстреляны и 500 повешены.
В 1865 году была принята новая конституция Гондураса, отражавшая распад конфедерации. Государство стало называться Республикой Гондурас. Таким образом, Хосе Мария Медина стал первым президентом Республики Гондурас.
В апреле 1871 года Медина объявил войну Сальвадору. Президент Сальвадора Франсиско Дуэньяс Диас был смещён маршалом Сантьяго Гонсалесом Портильо, который 15 апреля провозгласил себя новым президентом страны. Гонсалес объединил силы с Шатруком Вильягрой с целью отстранения Медины от власти. Армия из 300 гондурасских и 700 сальвадорских солдат вторглась в Гондурас. Медина поручил своему вице-президенту Иносенте Родригесу правительство, а сам персонально занялся защитой своей президентской должности. Нападавшие были побеждены, а Хатруч бежал в Никарагуа.
В 1872 году у власти в Гватемале и Сальвадоре находились либеральные и антиклерикальные правительства. В марте 1872 году объединённые гватемало-сальвадорские войска напали на Гондурас и заменили Хосе Мария Медину на посту президента Карлосом Селео Ариасом Лопесом. Медина был арестован в Омоа, привезён в Комаягуа, где содержался в заключении до 13 января 1874 года, когда Понсиано Лейва захватил власть в стране.
В январе 1876 года Медина начал восстание против Понсиано Лейвы. Он был схвачен и 23 января 1878 года расстрелян.